# Кувейтско-узбекистанские отношения
Кувейтско-узбекистанские отношения — двусторонние дипломатические отношения между Кувейтом и Узбекистаном, установленные в июле 1994 года. Посольство Кувейта открылось в Ташкенте в 2001 году, а посольство Узбекистана в Кувейте начало работать в ноябре 2004 года.

## История
Кувейт признал независимость Узбекистана 30 декабря 1991 года. Дипломатические отношения между Кувейтом и Узбекистаном были установлены в июле 1994 года.
Посольство Кувейта в Ташкенте было открыто в 2001 году. Тем не менее, в Кувейте длительное время не было посольства Узбекистана. В январе 2004 года президент Узбекистана И. А. Каримов посетил Кувейт с официальным визитом. С ноября 2004 года в Кувейте стало работать посольство Узбекистана.
В июле 2008 года эмир Кувейта Сабах аль-Ахмед аль-Джабер ас-Сабах посетил Узбекистан с официальным визитом.
В 2010 годы было установлено межпарламентское взаимодействие между двумя странами. В июле 2017 года в парламенте Узбекистана была создана межпарламентская группа «Узбекистан — Кувейт» по сотрудничеству с парламентом Кувейта.
4 декабря 2018 года в Эль-Кувейте прошли политические консультации на уровне заместителей министров иностранных дел Узбекистана и Кувейта.

## Экономические отношения
Совместно с Кувейтским фондом арабского экономического развития было реализовано несколько крупных проектов, направленных на улучшение водоснабжения населения, транспортной инфраструктуры и развитие сферы медицинского обслуживания в Узбекистане. В 2016 году сообщалось, что этот фонд предоставил Узбекистану кредиты на общую сумму около 135 млн долларов.

## Сотрудничество в сфере культуры
В сентября 2018 года кувейтская делегация во главе с заместителем Генерального секретаря Национального совета культуры, искусства и литературы участвовала в работе Международного форума искусства макома в Шахрисабзе. 25-26 октября 2018 года в Эль-Кувейте был организован концерт молодёжного симфонического оркестра Узбекистана и выставка национального прикладного искусства.

## Гуманитарное сотрудничество
Кувейт оказывал Узбекистану содействие в развитии медицины. В частности, кувейтские хирурги бесплатно оперировали детей из малоимущих семей Ферганской области, которых отобрали в ходе медицинского обследования в июле 2023 года.

## Дипломатические миссии
Послом Узбекистана в Кувейте в феврале 2024 года был назначен Аюбхон Юнусов.